# Delresto (Echoes)
«Delresto (Echoes)» — песня американского рэпера Трэвиса Скотта и певицы Бейонсе. Она вышла 28 июля 2023 года в качестве второго сингла из его четвёртого студийного альбома Utopia с помощью лейблов Parkwood Entertainment, Cactus Jack Records и Columbia. Песня была спродюсирована Скоттом при участии Бейонсе, Хит-Боя, Майка Дина и Аллена Риттера; все они написали песню вместе с Джеймсом Блейком и The-Dream. В песне также звучит дополнительный вокал Джастина Вернона из группы Bon Iver без аккредитации.
Песня «Delresto (Echoes)» получила положительные отзывы критиков, которые высоко оценили вокальное исполнение Бейонсе и продюсирование песни. В США «Delresto (Echoes)» дебютировала на 25-м месте в хит-параде Billboard Hot 100, а также заняла 14 место в чарте Hot R&B/Hip-Hop Songs. Песня вошла в чарты ещё в четырнадцати странах, включая Канаду и Великобританию.

## Предыстория и композиция
В 2015 году в интервью Complex Скотт заявил, что хотел бы сотрудничать с Бейонсе. Он сказал: «Знаете, я из Хьюстона, она из Хьюстона. Я чувствую, что мы… мы определённо в своё время делали музыку». В 2019 году в интервью Vibe с R&B-исполнителем Тоном Ститом стало известно, что Бейонсе и Скотт все ещё хотят сотрудничать, так как песня Стита «Good Company» начиналась как демо для Бейонсе и Скотта, а затем была завершена вместе с Quavo и Swae Lee. Позже, во время мирового тура Бейонсе Renaissance World Tour, она исполнила песню «America Has a Problem». Во время исполнения песни на концертных экранах появились изображения газеты под названием «The Echo». Эти изображения послужили намёком на песню «Delresto (Echoes)», а позже были названы одним из основных компонентов обложки сингла.

## Композиция
«Delresto (Echoes)» — песня в стиле хип-хаус, которую описывают как «яркую и прогрессивную инструментальную композицию». Она вызывает сравнения с седьмым студийным альбомом Бейонсе Renaissance из-за схожих «хаус-инспирированных ритмов и музыкальной эстетики». В этом треке Скотт играет более сдержанную роль, позволяя Бейонсе управлять песней и добавляя свои собственные «туманные рассуждения с автотюном в качестве фона». Песня сэмплирует «Warped Woods», написанную Маттиасом Хакулинен и Понтусом Аскбринком, из саундтрека к видеоигре Ittle Dew.

## Отзывы
Композиция «Delresto (Echoes)» получила положительные отзывы, причём критики особенно высоко оценили исполнение Бейонсе. Габриэль Брас Неварес из HotNewHipHop назвал трек «эйфорическим» и выделил его среди других композиций Utopia. Он уточнил, что «трек кажется завершённым без преувеличения его пышности». Complex посчитал участие Бейонсе «самым большим сюрпризом» альбома, подобно появлению певицы на треке Дрейка «Can I» из альбома Care Package. Автор Recording Academy Майкл Сапонара назвал песню «одним из самых громких появлений на Utopia», похвалив производство песни и отметив, что «хотя Бейонсе делает большую часть тяжёлой работы на „Delresto (Echoes)“, куплет Скотта все равно выделяется». Маккензи Каммингс-Грейди, написавшая рецензию для Billboard, назвала эту песню четвёртой лучшей в альбоме Utopia. Она отметила, что, несмотря на то, что песня казалась напыщенной, она все же смогла «взлететь благодаря груву Бейонсе эпохи Renaissance, который хорошо вписывается в антиутопическое видение Utopia». Барнаби Лейн из Insider отметил «ангельские тона Бейонсе», которые дополняют «раздельный звук трека и короткий куплет самого Скотта».

## Чарты
| Чарт (2023)                           | Высшая позиция |
| ------------------------------------- | -------------- |
| Австралия (ARIA)                      | 34             |
| Австралия Hip Hop/R&B (ARIA)          | 18             |
| Канада (Billboard Canadian Hot 100)   | 26             |
| Франция (SNEP)                        | 38             |
| Мир (Billboard Global 200)            | 19             |
| Греция (IFPI)                         | 64             |
| Исландия (Tónlistinn)                 | 25             |
| Италия (FIMI)                         | 63             |
| Новая Зеландия (Recorded Music NZ)    | 30             |
| Португалия (AFP)                      | 37             |
| ЮАР (Billboard)                       | 18             |
| Швеция Heatseeker (Sverigetopplistan) | 1              |
| Великобритания UK Streaming (OCC)     | 45             |
| США (Billboard Hot 100)               | 25             |
| США (Billboard Hot R&B/Hip-Hop Songs) | 14             |

## Сертификации
| Регион                                                                      | Сертификация | Продажи |
| --------------------------------------------------------------------------- | ------------ | ------- |
| Бразилия (ABPD)                                                             | Платиновый   | 40 000  |
| Данные о продажах + прослушиваниях приведены только на основе сертификации. |              |         |